# ツール・ド・フランス2011
ツール・ド・フランス2011 (Tour de France 2011) は、ツール・ド・フランスの98回目のレース。2011年7月2日から24日まで行われた。

## コース
グランデパールはフランス国内、ヴァンデ県が担当。1999年、大落車を引き起こし、ランス・アームストロングに運で初勝利をプレゼントしたとも言われてしまったパサージュ・デュ・ゴワがスタート地点となった（ただしこの区間はセレモニースタート地点と設定され、通過後にアクチュアルスタートとなっている）。そして2008年以来3年ぶりに第1ステージがタイムトライアルとならず、ゴール前もパンチャー有利の4級山岳山頂ゴールとなり(ただし山頂フィニッシュの山岳賞ボーナスポイントはつかない)、意外な選手がマイヨ・ジョーヌを獲得する可能性が予想された。また、このステージにはこの1つしか山岳賞ポイント地点が無いため、マイヨ・ジョーヌに袖を通す選手は自動的にマイヨ・ブラン・ア・ポワ・ルージュも獲得、中間スプリントの結果にもよるがマイヨ・ヴェールの3ジャージ獲得チャンスもあるため、一層狙える選手には力が入るゴールであった。
第2ステージは2年ぶりに登場のチームタイムトライアルと復活が続く。2009年と違い23kmと距離が短く、勝負を決めるようなタイム差はつかないと予想されたが落車には細心の注意が必要となる。その後は第7ステージまで平坦基調のステージが続くが、第4、第6ステージはまたしても上りゴール。パンチャー個人とスプリンターのチーム力の勝負が予想された。
総合争いがクローズアップされるのは第8ステージから。途中に設置された2級山岳ラ・クロワ・サン・ロベール峠と3級山岳シュペル・ベス・サンシーの上りゴールが選手の足の調子を覗きに来る。翌第9ステージも2級3つ、3級3つ、4級2つと激しい峠こそ無いが細かくアップダウンを繰り返すレイアウト、ここで遅れを取ると優勝争いに黄色信号が点灯する。このステージの峠を全部1位通過することにより、第8ステージまでの峠をパーフェクトに取った選手がいたところで逆転可能。
休息日後難易度の低いステージを2つ通過し、いよいよ総合争いが本格化。ピレネー第1ラウンドとなる第12ステージは、1級1つ超級2つと、山岳ステージが始まるや否やいきなりの難レイアウト。ラ・ウルケット・ダンシザンは1級にカテゴリーされるものの、平均勾配7.5%・登坂距離は9.9kmと、平均勾配はその後に来るトゥールマレー峠(平均勾配7.3%・登坂距離17.1km)よりもハード。最後は史上8回目、ツールの登場回数としてはモン・ヴァントゥに並んだリュザルディダンの頂上ゴール。第2ラウンドは中盤でオービスク峠へ登ると頂上から40kmオーバーのダウンヒル。第3ラウンドは3級1つ、2級2つ、1級2つを超えた後、2007年、アルベルト・コンタドールがアレックス・ラスムッセンに競り勝ちツール初優勝への原動力となった超級山岳プラトー・ド・ベイユへの頂上ゴール。今大会中もっともハードな平均勾配7.9%・登坂距離15.8kmとなっており、ピレネーのクイーンステージと呼ぶにふさわしい。
アルプスへの移動ステージ、休息日を超え、第16ステージはアルプスラウンド前おなじみとなっているガップへ到着、そしてクライマックスへ。アルプス第1ラウンドは3、3、2、1と超えダウンヒル、最後に2級を超え下りゴールと難易度的には高くない。またこの日の第3山岳となる2級モンジュネヴル峠後にイタリアに入国するが、この区間が今大会唯一のフランス国外通過ステージとなる。第4山岳1級セストリエールからゴールまではジロ・デ・イタリア 2009第10ステージとほぼ同一のレイアウトとなっている。第2ラウンドはアルプス100周年を記念しての超級率100%コースレイアウト。超級アニェル峠→超級イゾアール峠と通過し、ラストは超級のガリビエ峠山頂フィニッシュ。ラストは前日の逆側よりガリビエ峠を登山（ただし2556m地点のトンネルを通過）、そして名物ラルプ・デュエズへの山頂フィニッシュ。マイヨ・ブラン・ア・ポワ・ルージュの行き先が決まると、翌第20ステージのグルノーブルを舞台にした個人タイムトライアルでマイヨ・ジョーヌとマイヨ・ブランの行き先が確定する。
第21ステージはおなじみシャンゼリゼのクリテリウム。スプリンターが最後の力を振り絞りマイヨ・ヴェールへと突き進む。

## 選手の出場動向

### 総合争い
- 同年のジロで圧倒的な力を見せつけ、パンターニ以来のダブルツールを狙うアルベルト・コンタドール（サクソバンク・サンガード）がこの年も中心と噂された。が、ハードなレイアウトを取ったジロの疲れがどこまで癒えているかが不安視された。
- 対抗は昨年2位のアンディ・シュレク、そしてフランク・シュレクのレオパード・トレックコンビ、ジロをスキップしてまで悲願の優勝に挑むイヴァン・バッソ（リクイガス・キャノンデール）、マイヨ・ジョーヌを纏いながら骨折に泣いたカデル・エヴァンス（BMC・レーシング）、ラストのツールを表明したアレクサンドル・ヴィノクロフ（アスタナ・チーム）、直前のクリテリウム・デュ・ドフィネを制したブラッドリー・ウィギンス（チームスカイ）、昨年4位サムエル・サンチェス（エウスカルテル・エウスカディ）、昨年5位ユルヘン・ファンデンブルック（オメガファーマ・ロット）、昨年6位ロベルト・ヘーシンク（ラボバンク）など有力選手は非常に多く、激しい総合争いが期待された。

### ポイント賞争い
- この年からポイント賞のシステムが変更になり、中間スプリントが各ステージ1カ所となり、またそこに与えられるポイントも超級山岳ステージ同様の1位20点以下17・15・13…となり、獲得人数は15人までとなった。エスケープの人数が少ない場合や、山岳ステージでもスプリンターが狙いに行きやすくなり、さらに激しいバトルが期待された。
- 昨年も5勝をあげながらポイント賞に届かなかったマーク・カヴェンディッシュ（HTC・ハイロード）が軸と予想された。アシストとして全幅の信頼を置いているマーク・レンショーだけでなく、上りステージにも対応でき、共に昨ブエルタにてポイント賞を獲得したマシュー・ゴスとアシスト体勢はこの年も豊富だった。
- 昨年マイヨ・ヴェール獲得のアレッサンドロ・ペタッキ（ランプレ・ISD）、目下カヴェンディッシュの最大のライバルタイラー・ファーラー、登れるスプリンタートル・フースホフト（共にガーミン・サーヴェロ）、チーム移籍で初登場となるアンドレ・グライペル（オメガファーマ・ロット）、エドヴァルド・ボアソン・ハーゲン、ベン・スウィフト、ジェライント・トーマスのチームスカイトリオ、トム・ボーネン、ゲラルド・チオレック、ヘルト・ステーグマンのクイックステップトリオなど、注目スプリンターも総合同様非常に層が厚かった。

### その他注目選手
- チーム・レディオシャックは絶対的なエースこそいないが、他のチームであればエース級にもなれるクリス・ホーナー、ヤネス・ブライコヴィッチ、アンドレアス・クレーデン、リーヴァイ・ライプハイマーと4人のオールラウンダー、そして逃げエースのヤロスラフ・ポポヴィッチ、クライムエースのアイマル・スベルディアと充実したメンバーを揃えた。
- 今までツールの優勝がないフィリップ・ジルベール（オメガファーマ・ロット）だが、第1ステージが彼向けの上りスプリント、他にも数ステージ上りスプリントがあり、序盤の注目の的とされた。同じくパンチャーで序盤で活躍を見せると思われたのはトマ・ヴォクレール（ユーロップカー）、サンディ・カザール（FDJ）、ロマン・フェイユ（ヴァカンソレイユ・DCM）、カルロス・バレード、シルヴァン・シャヴァネルのクイックステップコンビなどであった。
- ブエルタ・ア・エスパーニャ3年連続山岳王のダヴィ・モンクティエ（コフィディス）が久しぶりにツールへ登場。脚質はあまり向いていないとのコメントもあった。対抗馬は昨年マイヨ・ブラン・ア・ボア・ルージュ獲得のアントニー・シャルトー（ユーロップカー）、エゴイ・マルティネス（エウスカルテル・エウスカディ）、レミ・ディ・グレゴリオ（アスタナ・チーム）など。
- その山岳賞は今年から若干システムが変更になり、今まで2級以上の最終峠はポイント2倍とされていたが、今年からは山頂フィニッシュの4峠のみポイント2倍とされた。そしてその4峠はすべて超級。1位ゴールなら一発で40ポイントと大量ポイント獲得が出来る。
- 全日本TT&ロードのダブルタイトルを獲得した別府史之（チーム・レディオシャック）は元々のスケジュールからメンバーには選ばれず、また新城幸也（ユーロップカー）もセレクションには選ばれたものの最後で脱落。3年ぶりにプロトン内に日本人不在となった。

## レビュー
- 2011ツールは落車に大きな影響を受けた。優勝候補最右翼と呼ばれながらも5位（後に剥奪）に終わったアルベルト・コンタドール（チーム・サクソバンク・サンガード）は落車によって膝を負傷し、新人賞最右翼であったロベルト・ヘーシンク（ラボバンク）も落車によるダメージでパフォーマンスを発揮できずに終わった。
- 同じように総合上位が期待されていたブラッドリー・ウィギンス（チームスカイ）は鎖骨骨折、アレクサンドル・ヴィノクロフ（アスタナ・チーム）は大腿骨骨折で無念のリタイア。他にもデヴィッド・ザブリスキー（ガーミン・サーヴェロ）が手首骨折など重傷者も相次いだ。
- チーム・レディオシャックに至っては真っ先にヤネス・ブライコヴィッチを落車で失うと、立て続けに落車の被害に遭い、クリス・ホーナー、ヤロスラフ・ポポヴィッチ、アンドレアス・クレーデンと失っていき、エース級で残ったリーヴァイ・ライプハイマーも途中で落車に巻き込まれ大幅なタイムロス。散々なツールに終わった。
- ニッキー・セレンセン（チーム・サクソバンク・サンガード）がバイクカメラにハンドルを引っかけられ落車、ジョニー・フーガーランド（ヴァカンソレイユ・DCM）とフアン・アントニオ・フレチャ（チームスカイ）は取材車に跳ねられ重傷を負うなど、ライダー以外の要員による落車もあり、大会運営に問題があったのではないかという点も指摘された。
- そのような中、マイヨ・ジョーヌはすべての落車を回避することに成功したカデル・エヴァンス（BMC・レーシング）の元に舞い降りた。2005年に8位に入り、グランツールで戦える存在であることを示してから6年越しの栄冠を手にした。上りゴールである第4ステージを制し、今まで苦手としていた超級山岳も無難にこなし、得意のTTで逆転というドラマチックな勝利に涙をうかべた。南半球出身者のツール制覇は史上初、また34才での制覇は戦後最年長記録となった。
- 対抗とされていたシュレッキーズことアンディ・シュレク、フランク・シュレク（共にレオパード・トレック）兄弟はそれぞれ2位、3位を獲得。ツール史上初の兄弟揃っての表彰台登壇には成功するものの、アンディは3年連続の2位という悔しさを味わった。
- マイヨ・ヴェールは、過去2年間の悪夢を振り払い、マーク・カヴェンディッシュ（HTC・ハイロード）が獲得。最初のスプリントステージこそタイラー・ファーラー（ガーミン・サーヴェロ）に奪われてしまうが、次のスプリントステージはチーム全員が参加するというHTCトレインの協力で獲得。第11ステージで勝利しマイヨ・ヴェールを手に入れると、山岳ステージではタイムアウトの救済処置でポイント差を詰められるものの、シャンゼリゼステージ3年連続勝利、ツール通算20勝、グランツール通算40勝と3つの記念勝利と共に表彰台へと登った。これでカヴェンディッシュがまだ手にしていないスプリントジャージは、ジロの赤のみとなった。
- マイヨ・ブラン・ア・ポワ・ルージュは、ポイントシステムの変更もあり、持ち主が入れ替わり立ち替わり、最終ポイントの第19ステージの段階で36人に可能性があるという大混戦。最終的には上位でそつなくポイントを集め続けたサムエル・サンチェス（エウスカルテル・エウスカディ）の元へと渡った。
- マイヨ・ブランは、決死のアタックでラルプ・デュエズを制したピエール・ロラン（ユーロップカー）が、不得意なTTでレイン・ターラミャエ（コフィディス）とのタイム差を守り抜き、46秒差で獲得。
- 同じくユーロップカーのトマ・ヴォクレールは、第9ステージで逃げに乗りマイヨ・ジョーヌを獲得、コメントですぐに失うと発言しつつも超級山岳も昨年山岳賞のアントニー・シャルトー、今年マイヨ・ブランのピエール・ロランらのアシストに助けられ食らいつき、第19ステージまでの10日間守りきった。そして総合でも、フランス人選手としては1997年のリシャール・ヴィランク以来となる総合表彰台獲得は逃したものの、2006年以来のシングルフィニッシュ（4位）を達成した。
- スーパー敢闘賞は、連続の逃げでフランス中を沸かせたフランス人、ジェレミ・ロワイ(FDJ)が獲得した。
- チーム総合時間賞は、チームTTも制したガーミン・サーヴェロが、2位のレオパード・トレックに11分4秒差をつけて獲得した。
- 今回の4賞、スーパー敢闘賞、チーム総合時間賞は全員（チーム）が初受賞となった。
- 他に活躍した選手は、スプリンターからパンチャーへと転向、中級山岳と山岳ステージを逃げ勝ったトル・フースホフト（ガーミン・サーヴェロ）、同じく2ステージを制したエドヴァルド・ボアソン・ハーゲン（チームスカイ）のノルウェー勢や、それぞれ1勝ずつを上げ、カヴェンディッシュと同じ土俵で戦える事を証明したアンドレ・グライペル（オメガファーマ・ロット）、タイラー・ファーラー（ガーミン・サーヴェロ）、新世代TTライダーであるトニー・マルティン（HTC・ハイロード）などが大きく取り上げられた。またイヴァン・バッソ（リクイガス・キャノンデール）、ダミアーノ・クネゴ（ランプレ・ISD）、トム・ダニエルソン（ガーミン・サーヴェロ）らは目立った活躍こそなかったが地道に上位フィニッシュを繰り返し、それぞれ7、8、9位を獲得した。
- 昨年マイヨ・ヴェールのアレッサンドロ・ペタッキはスプリントが冴えず、ポイント賞ランキングでも25位と沈んだ。

## 出場チーム
太字はUCIプロチーム
中字はプロフェッショナルコンチネンタルチーム
- DNF - 当該ステージ途中棄権
- DNS - 当該ステージ不出走
- HD - 当該ステージタイムオーバー
- DSQ - 当該ステージ失格
- 斜字は新人賞対象選手

| チーム・サクソバンク - サンガード |                              |          |
| No.                               | 選手名                       | 最終順位 |
| 1                                 | アルベルト・コンタドール     | 順位剥奪 |
| 2                                 | ヘスス・エルナンデス         | 92       |
| 3                                 | ダニエル・ナバロ             | 62       |
| 4                                 | ベンハミン・ノバル           | 116      |
| 5                                 | リッチー・ポート             | 72       |
| 6                                 | クリス・アンカー・セレンセン | 37       |
| 7                                 | ニッキー・セレンセン         | 95       |
| 8                                 | マッテオ・トザット           | 123      |
| 9                                 | ブリアン・ワンドボーグ       | 125      |

| レオパルド・トレック |                            |          |
| No.                  | 選手名                     | 最終順位 |
| 11                   | アンディ・シュレク         | 2        |
| 12                   | ファビアン・カンチェラーラ | 119      |
| 13                   | ヤコブ・フグルサング       | 50       |
| 14                   | リーヌス・ゲルデマン       | 60       |
| 15                   | マキシム・モンフォール     | 29       |
| 16                   | スチュアート・オグレディ   | 78       |
| 17                   | ヨースト・ポストヒュマ     | 108      |
| 18                   | フランク・シュレク         | 3        |
| 19                   | イェンス・フォイクト       | 67       |

| エウスカルテル・エウスカディ |                      |          |
| No.                          | 選手名               | 最終順位 |
| 21                           | サムエル・サンチェス | 6        |
| 22                           | ゴルカ・イサヒレ     | 66       |
| 23                           | エゴイ・マルティネス | 34       |
| 24                           | アラン・ペレス       | 94       |
| 25                           | ルーベン・ペレス     | 75       |
| 26                           | アメツ・チュルカ     | 9･DNF    |
| 27                           | パブロ・ウルタスン   | 149      |
| 28                           | イバン・ベラスコ     | 6･DNS    |
| 29                           | ゴルガ・ベルドゥゴ   | 25       |

| オメガファーマ・ロット |                              |          |
| No.                    | 選手名                       | 最終順位 |
| 31                     | ユルヘン・ファンデンブルック | 9･DNF    |
| 32                     | フィリップ・ジルベール       | 38       |
| 33                     | アンドレ・グライペル         | 156      |
| 34                     | セバスティアン・ラング       | 113      |
| 35                     | ユルヘン・ルラントス         | 85       |
| 36                     | マルセル・ジーベルク         | 141      |
| 37                     | ユルヘン・ファン・デ・ワル   | 4･DNF    |
| 38                     | イェル・ファネンデルト       | 20       |
| 39                     | フレデリック・ウィレムス     | 9･DNF    |

| ラボバンク |                            |          |
| No.        | 選手名                     | 最終順位 |
| 41         | ロベルト・ヘーシンク       | 33       |
| 42         | カルロス・バレード         | 35       |
| 43         | ラース・ボーム             | 13･DNF   |
| 44         | フアン・マヌエル・ガラテ   | 9･DNS    |
| 45         | バウク・モレマ             | 70       |
| 46         | グリシャ・ニールマン       | 71       |
| 47         | ルイス・レオン・サンチェス | 57       |
| 48         | ラウレンス・テン・ダム     | 58       |
| 49         | マールテン・チャリンヒー   | 99       |

| ガーミン・サーヴェロ |                                  |          |
| No.                  | 選手名                           | 最終順位 |
| 51                   | トル・フースホフト               | 68       |
| 52                   | トム・ダニエルソン               | 9        |
| 53                   | ジュリアン・ディーン             | 145      |
| 54                   | タイラー・ファーラー             | 159      |
| 55                   | ライダー・ヘシェダル             | 18       |
| 56                   | デヴィッド・ミラー               | 76       |
| 57                   | ラムナス・ナヴァルダウスカス     | 157      |
| 58                   | クリスティアン・ヴァンデヴェルデ | 17       |
| 59                   | デヴィッド・ザブリスキー         | 9･DNS    |

| アスタナ・チーム |                              |          |
| No.              | 選手名                       | 最終順位 |
| 61               | アレクサンドル・ヴィノクロフ | 9･DNF    |
| 62               | レミ・ディ・グレゴリオ       | 39       |
| 63               | ドミトリー・フォフォノフ     | 106      |
| 64               | アンドリー・グリフコ         | 144      |
| 65               | マクシム・イグリンスキー     | 105      |
| 65               | ロマン・クロイツィガー       | 112      |
| 67               | パオロ・ティラロンゴ         | 17･DNF   |
| 68               | トマス・ヴァイトクス         | 140      |
| 69               | アンドレイ・ゼイツ           | 45       |

| チーム・レディオシャック |                            |          |
| No.                      | 選手名                     | 最終順位 |
| 71                       | ヤネス・ブライコヴィッチ   | 5･DNF    |
| 72                       | クリス・ホーナー           | 8･DNS    |
| 73                       | マルケル・イリサール       | 84       |
| 74                       | アンドレアス・クレーデン   | 13･DNF   |
| 75                       | リーヴァイ・ライプハイマー | 32       |
| 76                       | ドミトリー・ムラヴィエフ   | 129      |
| 77                       | セルジオ・パウリーニョ     | 81       |
| 78                       | ヤロスラフ・ポポヴィッチ   | 10･DNS   |
| 79                       | アイマル・スベルディア     | 16       |

| チーム・モビスター |                            |          |
| No.                | 選手名                     | 最終順位 |
| 81                 | ダビ・アロヨ               | 36       |
| 82                 | アンドレイ・アマドール     | 166      |
| 83                 | ルイ・コスタ               | 90       |
| 84                 | イマノル・エルビティ       | 88       |
| 85                 | ホセ・イバン・グティエレス | 102      |
| 86                 | ベニャト・インチャウスティ | 8･DNF    |
| 87                 | ヴァシル・キリエンカ       | 6･HD     |
| 88                 | ホセ・ホアキン・ロハス     | 80       |
| 89                 | フランシスコ・ベントソ     | 139      |

| リクイガス・キャノンデール |                              |          |
| No.                        | 選手名                       | 最終順位 |
| 91                         | イヴァン・バッソ             | 8        |
| 92                         | マツィエイ・ボドナル         | 143      |
| 93                         | クリスティヤン・コレン       | 87       |
| 94                         | パオロ・ロンゴ・ボルギーニ   | 126      |
| 95                         | ダニエル・オッス             | 100      |
| 96                         | マツィエイ・パテルスキ       | 69       |
| 97                         | ファビオ・サバティーニ       | 167      |
| 98                         | スィルヴェステル・シュムィド | 42       |
| 99                         | アレッサンドロ・ヴァノッティ | 133      |

| AG2R・ラ・モンディアル |                            |        |
| 101                    | ニコラス・ロッシュ         | 26     |
| 102                    | マキシム・ブエ             | 55     |
| 103                    | ユベール・デュポン         | 22     |
| 104                    | ジョン・ガドレ             | 11･DNS |
| 105                    | セバスティアン・イノー     | 111    |
| 106                    | ブレル・カドリ             | 117    |
| 107                    | セバスティアン・ミナール   | 110    |
| 108                    | ジャン＝クリストフ・ペロー | 10     |
| 109                    | クリストフ・リブロン       | 51     |

| チーム・スカイ |                                  |          |
| No.            | 選手名                           | 最終順位 |
| 111            | ブラッドリー・ウィギンス         | 7･DNF    |
| 112            | フアン・アントニオ・フレチャ     | 98       |
| 113            | サイモン・ジェラン               | 96       |
| 114            | エドヴァルド・ボアソン・ハーゲン | 53       |
| 115            | クリスティアン・クネース         | 64       |
| 116            | ベン・スウィフト                 | 137      |
| 117            | ジェライント・トーマス           | 31       |
| 118            | リゴベルト・ウラン               | 24       |
| 119            | シャビエル・サンディオ           | 48       |

| クイックステップ |                          |          |
| No.              | 選手名                   | 最終順位 |
| 121              | シルヴァン・シャヴァネル | 61       |
| 122              | トム・ボーネン           | 7･DNF    |
| 123              | ゲラルト・ツィオレック   | 150      |
| 124              | ケヴィン・デ・ウェールト | 13       |
| 125              | ドリス・デヴェネインス   | 46       |
| 126              | アディ・エンヘルス       | 146      |
| 127              | ジェローム・ピノー       | 54       |
| 128              | ヘルト・ステーフマンス   | 13･DNF   |
| 129              | ニキ・テルプストラ       | 134      |

| FDJ |                        |          |
| No. | 選手名                 | 最終順位 |
| 131 | サンディ・カザール     | 27       |
| 132 | ウィイアン・ボネ       | 14･HD    |
| 133 | ミカエル・ドラージュ   | 132      |
| 134 | アルノル・ジャヌソン   | 15       |
| 135 | ヒアンニ・メールスマン | 77       |
| 136 | レミ・ポリオル         | 7･DNF    |
| 137 | アントニー・ルー       | 101      |
| 138 | ジェレミ・ロワイ       | 86       |
| 139 | アルテュル・ビショ     | 104      |

| BMC・レーシングチーム |                            |          |
| No.                   | 選手名                     | 最終順位 |
| 141                   | カデル・エヴァンス         | 1        |
| 142                   | ブレント・ブックウォルター | 114      |
| 143                   | マルクス・ブルクハルト     | 164      |
| 144                   | ジョージ・ヒンカピー       | 56       |
| 145                   | アマエル・モワナール       | 65       |
| 146                   | スティーヴ・モラビート     | 49       |
| 147                   | マヌエル・クインツィアート | 115      |
| 148                   | イヴァン・サンタロミータ   | 83       |
| 149                   | ミヒャエル・シェーア       | 103      |

| コフィディス |                          |          |
| No.          | 選手名                   | 最終順位 |
| 151          | レイン・ターラミャエ     | 12       |
| 152          | ミカエル・ビュファズ     | 131      |
| 153          | サミュエル・デュムラン   | 162      |
| 154          | レオナルド・ドゥケ       | 121      |
| 155          | ジュリアン・エル・ファレ | 40       |
| 156          | トニ・ガロパン           | 79       |
| 157          | ダヴィ・モンクティエ     | 41       |
| 158          | トリスタン・ヴァランタン | 118      |
| 159          | ロマン・ジングル         | 152      |

| ランプレ・ISD |                            |        |
| 161           | ダミアーノ・クネゴ         | 7      |
| 162           | レオナルド・ベルタニョッリ | 18･DNF |
| 163           | グレガ・ボレ               | 127    |
| 164           | マッテオ・ボーノ           | 93     |
| 165           | ダニーロ・ホンド           | 109    |
| 166           | デニス・コスチュク         | 153    |
| 167           | ダヴィド・ロースリ         | 59     |
| 168           | アドリアーノ・マローリ     | 91     |
| 169           | アレッサンドロ・ペタッキ   | 107    |

| チーム・HTC - ハイロード |                                |          |
| No.                      | 選手名                         | 最終順位 |
| 171                      | マーク・カヴェンディッシュ     | 130      |
| 172                      | ラース・バク                   | 154      |
| 173                      | ベルンハルト・アイゼル         | 161      |
| 174                      | マシュー・ゴス                 | 142      |
| 175                      | トニー・マルティン             | 44       |
| 176                      | ダニー・ペイト                 | 165      |
| 177                      | マーク・レンショー             | 163      |
| 178                      | ティジェイ・ヴァン・ガーデレン | 82       |
| 179                      | ペーター・ヴェリトス           | 19       |

| ヨーロッパカー |                          |          |
| No.            | 選手名                   | 最終順位 |
| 181            | トマ・ヴォクレール       | 4        |
| 182            | アントニー・シャルトー   | 52       |
| 183            | シリル・ゴティエ         | 43       |
| 184            | ヨアン・ジェヌ           | 158      |
| 185            | ヴァンサン・ジェローム   | 155      |
| 186            | クリストフ・ケルン       | 5･DNS    |
| 187            | ペリ・クムヌール         | 151      |
| 188            | ピエール・ロラン         | 11       |
| 189            | セバスティアン・テュルゴ | 120      |

| チーム・カチューシャ |                            |          |
| No.                  | 選手名                     | 最終順位 |
| 191                  | ウラディミール・カルペツ   | 28       |
| 192                  | パヴェル・ブルット         | 9･DNF    |
| 193                  | デニス・ガリムジャノフ     | 12･HD    |
| 194                  | ウラディミール・グセフ     | 23       |
| 195                  | ミハイル・イグナティエフ   | 147      |
| 196                  | ウラディミル・イサイチェフ | 13･DNF   |
| 197                  | アレクサンドル・コロブネフ | 10･DNS   |
| 198                  | エゴル・シリン             | 73       |
| 199                  | ユーリ・トロフィモフ       | 30       |

| ヴァカンソレイユ・DCM |                          |          |
| No.                   | 選手名                   | 最終順位 |
| 201                   | ロマン・フェイユ         | 12･DNS   |
| 202                   | ボルト・ボジチュ         | 136      |
| 203                   | トーマス・デ・ヘント     | 63       |
| 204                   | ジョニー・ホーヘルラント | 74       |
| 205                   | ビェルン・ルクマンス     | 19･HD    |
| 206                   | マルコ・マルカート       | 89       |
| 207                   | ワウト・プルス           | 9･DNF    |
| 208                   | ロブ・リュイフ           | 21       |
| 209                   | リーウ・ウェストラ       | 128      |

| ソル・ソジャスュン |                          |          |
| No.                | 選手名                   | 最終順位 |
| 211                | ジェローム・コペル       | 14       |
| 212                | アルノー・コワイオ       | 148      |
| 213                | アントニー・ドラプラス   | 135      |
| 214                | ジミー・アングルヴァン   | 160      |
| 215                | ジェレミー・ガラン       | 138      |
| 216                | ジョナタン・イヴェール   | 97       |
| 217                | ファブリス・ジャンデボズ | 124      |
| 218                | ローラン・マンジェル     | 122      |
| 219                | ヤニック・タラバルドン   | 47       |

## 日程
| 区間 | 日   | 行程                                           | km     | 特徴                        | 区間優勝                         | 総合首位               | ポイント賞                 | 山岳賞                         | 新人賞                 | 敢闘賞                                                | チーム時間賞           |
| ---- | ---- | ---------------------------------------------- | ------ | --------------------------- | -------------------------------- | ---------------------- | -------------------------- | ------------------------------ | ---------------------- | ----------------------------------------------------- | ---------------------- |
| 1    | 7/2  | パサージュ・デュ・ゴワ － モン・デ・アルエッテ | 191.5  | 丘陵                        | フィリップ・ジルベール           | フィリップ・ジルベール | フィリップ・ジルベール     | フィリップ・ジルベール         | ジェライント・トーマス | ペリ・クムヌール                                      | オメガファーマ・ロット |
| 2    | 7/3  | レ・エサルト                                   | 23.0   | チームタイムトライアル 平坦 | ガーミン・サーヴェロ             | トル・フースホフト     | フィリップ・ジルベール     | フィリップ・ジルベール         | ジェライント・トーマス | 非設定                                                | ガーミン・サーヴェロ   |
| 3    | 7/4  | オロンヌ＝スュル＝メル － ルドン               | 198.0  | 平坦                        | タイラー・ファーラー             | トル・フースホフト     | ホセ・ホアキン・ロハス     | フィリップ・ジルベール         | ジェライント・トーマス | ミカエル・ドラージュ                                  | ガーミン・サーヴェロ   |
| 4    | 7/5  | ロリアン － ミュル＝ド・ブルターニュ           | 172.5  | 丘陵                        | カデル・エヴァンス               | トル・フースホフト     | ホセ・ホアキン・ロハス     | カデル・エヴァンス             | ジェライント・トーマス | ジェレミ・ロワイ                                      | ガーミン・サーヴェロ   |
| 5    | 7/6  | カレ＝プルゲール － カップ・フレエル           | 164.5  | 平坦                        | マーク・カヴェンディッシュ       | トル・フースホフト     | フィリップ・ジルベール     | カデル・エヴァンス             | ジェライント・トーマス | ホセ・イバン・グティエレス                            | ガーミン・サーヴェロ   |
| 6    | 7/7  | ディナン － リジュー                           | 226.5  | 平坦                        | エドヴァルド・ボアソン・ハーゲン | トル・フースホフト     | フィリップ・ジルベール     | ジョニー・ホーヘルラント       | ジェライント・トーマス | アドリアーノ・マローリ                                | ガーミン・サーヴェロ   |
| 7    | 7/8  | ル・マン － シャトールー                       | 218.0  | 平坦                        | マーク・カヴェンディッシュ       | トル・フースホフト     | ホセ・ホアキン・ロハス     | ジョニー・ホーヘルラント       | ロベルト・ヘーシンク   | ヤニック・タラバルドン                                | ガーミン・サーヴェロ   |
| 8    | 7/9  | エグランド － スュペル＝ブス                   | 189.0  | 中級山岳                    | ルイ・コスタ                     | トル・フースホフト     | フィリップ・ジルベール     | ティジェイ・ヴァン・ガーデレン | ロベルト・ヘーシンク   | ティジェイ・ヴァン・ガーデレン                        | ガーミン・サーヴェロ   |
| 9    | 7/10 | イソワール － サン＝フルール                   | 208.0  | 中級山岳                    | ルイス・レオン・サンチェス       | トマ・ヴォクレール     | フィリップ・ジルベール     | ジョニー・ホーヘルラント       | ロベルト・ヘーシンク   | ジョニー・ホーヘルラント フアン・アントニオ・フレチャ | ヨーロッパカー         |
|      | 7/11 | 休息日                                         | 休息日 | 休息日                      | 休息日                           | 休息日                 | 休息日                     | 休息日                         | 休息日                 | 休息日                                                | 休息日                 |
| 10   | 7/12 | オーリヤック － カルモー                       | 158.0  | 平坦                        | アンドレ・グライペル             | トマ・ヴォクレール     | フィリップ・ジルベール     | ジョニー・ホーヘルラント       | ロベルト・ヘーシンク   | マルコ・マルカート                                    | ヨーロッパカー         |
| 11   | 7/13 | ブレイ＝レ＝ミヌ － ラヴォル                   | 167.5  | 平坦                        | マーク・カヴェンディッシュ       | トマ・ヴォクレール     | マーク・カヴェンディッシュ | ジョニー・ホーヘルラント       | ロベルト・ヘーシンク   | ミカエル・ドラージュ                                  | ヨーロッパカー         |
| 12   | 7/14 | キュニョー － リュズ＝アルディダン             | 211.0  | 山岳                        | サムエル・サンチェス             | トマ・ヴォクレール     | マーク・カヴェンディッシュ | サムエル・サンチェス           | アルノル・ジャヌソン   | ジェライント・トーマス                                | レオパルド・トレック   |
| 13   | 7/15 | ポー － ルルド                                 | 152.5  | 山岳                        | トル・フースホフト               | トマ・ヴォクレール     | マーク・カヴェンディッシュ | ジェレミ・ロワイ               | アルノル・ジャヌソン   | ジェレミ・ロワイ                                      | ガーミン・サーヴェロ   |
| 14   | 7/16 | サン＝ゴーダンス － プラトー・ド・ベユ         | 168.5  | 山岳                        | イェル・ファネンデルト           | トマ・ヴォクレール     | マーク・カヴェンディッシュ | イェル・ファネンデルト         | リゴベルト・ウラン     | サンディ・カザール                                    | レオパルド・トレック   |
| 15   | 7/17 | リムー － モンペリエ                           | 192.5  | 平坦                        | マーク・カヴェンディッシュ       | トマ・ヴォクレール     | マーク・カヴェンディッシュ | イェル・ファネンデルト         | リゴベルト・ウラン     | ニキ・テルプストラ                                    | レオパルド・トレック   |
|      | 7/18 | 休息日                                         | 休息日 | 休息日                      | 休息日                           | 休息日                 | 休息日                     | 休息日                         | 休息日                 | 休息日                                                | 休息日                 |
| 16   | 7/19 | サン＝ポール＝トロワ＝シャトー － ギャップ     | 162.5  | 中級山岳                    | トル・フースホフト               | トマ・ヴォクレール     | マーク・カヴェンディッシュ | イェル・ファネンデルト         | リゴベルト・ウラン     | ミハイル・イグナティエフ                              | ガーミン・サーヴェロ   |
| 17   | 7/20 | ギャップ － ピネローロ                         | 179.0  | 山岳                        | エドヴァルド・ボアソン・ハーゲン | トマ・ヴォクレール     | マーク・カヴェンディッシュ | イェル・ファネンデルト         | リゴベルト・ウラン     | ルーベン・ペレス                                      | ガーミン・サーヴェロ   |
| 18   | 7/21 | ピネローロ － ガリビエ＝セル・シュヴァリエ     | 200.5  | 山岳                        | アンディ・シュレク               | トマ・ヴォクレール     | マーク・カヴェンディッシュ | イェル・ファネンデルト         | レイン・ターラミャエ   | アンディ・シュレク                                    | ガーミン・サーヴェロ   |
| 19   | 7/22 | モダーヌ － ラルプ・デュエズ                   | 109.5  | 山岳                        | ピエール・ロラン                 | アンディ・シュレク     | マーク・カヴェンディッシュ | サムエル・サンチェス           | ピエール・ロラン       | アルベルト・コンタドール                              | ガーミン・サーヴェロ   |
| 20   | 7/23 | グルノーブル                                   | 42.5   | 個人タイムトライアル 平坦   | トニー・マルティン               | カデル・エヴァンス     | マーク・カヴェンディッシュ | サムエル・サンチェス           | ピエール・ロラン       | 非設定                                                | ガーミン・サーヴェロ   |
| 21   | 7/24 | クレテイユ － シャンゼリゼ通り                 | 95.0   | 平坦                        | マーク・カヴェンディッシュ       | カデル・エヴァンス     | マーク・カヴェンディッシュ | サムエル・サンチェス           | ピエール・ロラン       | 発表なし                                              | ガーミン・サーヴェロ   |

## 成績

### 個人総合
| 順位     | 選手名                           | 国籍           | チーム                            | 時間           |
| -------- | -------------------------------- | -------------- | --------------------------------- | -------------- |
| 1        | カデル・エヴァンス               | オーストラリア | BMC・レーシングチーム             | 86時間12分22秒 |
| 2        | アンディ・シュレク               | ルクセンブルク | レオパルド・トレック              | +1分34秒       |
| 3        | フランク・シュレク               | ルクセンブルク | レオパルド・トレック              | +2分30秒       |
| 4        | トマ・ヴォクレール               | フランス       | ヨーロッパカー                    | +3分20秒       |
| 順位剥奪 | アルベルト・コンタドール         | スペイン       | チーム・サクソバンク - サンガード | +3分57秒       |
| 6        | サムエル・サンチェス             | スペイン       | エウスカルテル・エウスカディ      | +4分55秒       |
| 7        | ダミアーノ・クネゴ               | イタリア       | ランプレ・ISD                     | +6分05秒       |
| 8        | イヴァン・バッソ                 | イタリア       | リクイガス・キャノンデール        | +7分23秒       |
| 9        | トム・ダニエルソン               | アメリカ合衆国 | ガーミン・サーヴェロ              | +8分15秒       |
| 10       | ジャン＝クリストフ・ペロー       | フランス       | AG2R・ラ・モンディアル            | +10分11秒      |
| 11       | ピエール・ロラン                 | フランス       | ヨーロッパカー                    | +10分43秒      |
| 12       | レイン・ターラミャエ             | エストニア     | コフィディス                      | +11分29秒      |
| 13       | ケヴィン・デ・ウェールト         | ベルギー       | クイックステップ                  | +16分29秒      |
| 14       | ジェローム・コペル               | フランス       | ソル・ソジャスュン                | +18分36秒      |
| 15       | アルノル・ジャヌソン             | フランス       | FDJ                               | +21分20秒      |
| 16       | アイマル・スベルディア           | スペイン       | チーム・レディオシャック          | +26分23秒      |
| 17       | クリスティアン・ヴァンデヴェルデ | アメリカ合衆国 | ガーミン・サーヴェロ              | +27分12秒      |
| 18       | ライダー・ヘシェダル             | カナダ         | ガーミン・サーヴェロ              | +27分14秒      |
| 19       | ペーター・ヴェリトス             | スロバキア     | チーム・HTC - ハイロード          | +28分54秒      |
| 20       | イェル・ファネンデルト           | ベルギー       | オメガファーマ・ロット            | +32分41秒      |

### ポイント賞
| 順位     | 選手名                           | 国籍           | チーム                            | ポイント |
| -------- | -------------------------------- | -------------- | --------------------------------- | -------- |
| 1        | マーク・カヴェンディッシュ       | イギリス       | チーム・HTC - ハイロード          | 334      |
| 2        | ホセ・ホアキン・ロハス           | スペイン       | チーム・モビスター                | 272      |
| 3        | フィリップ・ジルベール           | ベルギー       | オメガファーマ・ロット            | 236      |
| 5        | カデル・エヴァンス               | オーストラリア | BMC・レーシングチーム             | 208      |
| 4        | トル・フースホフト               | ノルウェー     | ガーミン・サーヴェロ              | 195      |
| 6        | エドヴァルド・ボアソン・ハーゲン | ノルウェー     | チーム・スカイ                    | 192      |
| 7        | アンドレ・グライペル             | ドイツ         | オメガファーマ・ロット            | 160      |
| 8        | タイラー・ファーラー             | アメリカ合衆国 | ガーミン・サーヴェロ              | 127      |
| 9        | サムエル・サンチェス             | スペイン       | エウスカルテル・エウスカディ      | 105      |
| 順位剥奪 | アルベルト・コンタドール         | スペイン       | チーム・サクソバンク - サンガード | 105      |

### 山岳賞
| 順位     | 選手名                   | 国籍           | チーム                            | ポイント |
| -------- | ------------------------ | -------------- | --------------------------------- | -------- |
| 1        | サムエル・サンチェス     | スペイン       | エウスカルテル・エウスカディ      | 108      |
| 2        | アンディ・シュレク       | ルクセンブルク | レオパルド・トレック              | 98       |
| 3        | イェル・ファネンデルト   | ベルギー       | オメガファーマ・ロット            | 74       |
| 4        | カデル・エヴァンス       | オーストラリア | BMC・レーシングチーム             | 58       |
| 5        | フランク・シュレク       | ルクセンブルク | レオパルド・トレック              | 56       |
| 順位剥奪 | アルベルト・コンタドール | スペイン       | チーム・サクソバンク - サンガード | 51       |
| 7        | ジェレミ・ロワイ         | フランス       | FDJ                               | 45       |
| 8        | ピエール・ロラン         | フランス       | ヨーロッパカー                    | 44       |
| 9        | マクシム・イグリンスキー | カザフスタン   | アスタナ・チーム                  | 40       |
| 10       | ジョニー・ホーヘルラント | オランダ       | ヴァカンソレイユ・DCM             | 40       |

### 新人賞
| 順位 | 選手名                 | 国籍         | チーム                | 時間           |
| ---- | ---------------------- | ------------ | --------------------- | -------------- |
| 1    | ピエール・ロラン       | フランス     | ヨーロッパカー        | 86時間23分05秒 |
| 2    | レイン・ターラミャエ   | エストニア   | コフィディス          | +46秒          |
| 3    | ジェローム・コペル     | フランス     | ソル・ソジャスュン    | +7分53秒       |
| 4    | アルノル・ジャヌソン   | フランス     | FDJ                   | +10分37秒      |
| 5    | ロブ・リュイフ         | オランダ     | ヴァカンソレイユ・DCM | +22分21秒      |
| 6    | リゴベルト・ウラン     | コロンビア   | チーム・スカイ        | +32分05秒      |
| 7    | ジェライント・トーマス | イギリス     | チーム・スカイ        | +50分05秒      |
| 8    | ロベルト・ヘーシンク   | オランダ     | ラボバンク            | +54分26秒      |
| 9    | シリル・ゴティエ       | フランス     | ヨーロッパカー        | +1時間17分00秒 |
| 10   | アンドレイ・ゼイツ     | カザフスタン | アスタナ・チーム      | +1時間21分05秒 |

### チーム時間賞
| 順位 | チーム名                          | 国籍           | 時間            |
| ---- | --------------------------------- | -------------- | --------------- |
| 1    | ガーミン・サーヴェロ              | アメリカ合衆国 | 250時間57分43秒 |
| 2    | レオパルド・トレック              | ルクセンブルク | +11分04秒       |
| 3    | AG2R・ラ・モンディアル            | フランス       | +11分20秒       |
| 4    | ヨーロッパカー                    | フランス       | +41分53秒       |
| 5    | エウスカルテル・エウスカディ      | スペイン       | +52分00秒       |
| 6    | チーム・スカイ                    | イギリス       | +58分24秒       |
| 7    | チーム・カチューシャ              | ロシア         | +1時間09分39秒  |
| 8    | チーム・サクソバンク - サンガード | デンマーク     | +1時間16分12秒  |
| 9    | FDJ                               | フランス       | +1時間30分16秒  |
| 10   | コフィディス                      | フランス       | +1時間47分29秒  |